# La Alberguería de Argañán
La Alberguería de Argañán – gmina w Hiszpanii, w prowincji Salamanka, w Kastylii i León, o powierzchni 30,06 km². W 2011 roku gmina liczyła 141 mieszkańców.